# Banyuwangi (huyện)

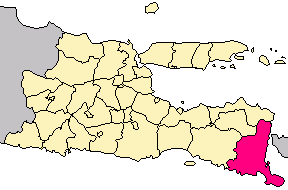
Huyện Banyuwangi tại tỉnh Đông Java

Banyuwangi là một huyện thuộc tỉnh Đông Java tại Indonesia, huyện nằm ở cực đông của đảo Java và nằm trên đường tới hòn đảo Bali nổi tiếng do có một bến phà quan trọng nối giữa Java với đảo này. Bao quanh huyện là các đồi núi và khu rừng ở phía tây; biển ở phía đông và nam.
Huyện Banyuwangi có diện tích 5.782,50 km², dân số năm 2003 là 1.540.000 người, mật độ đạt 266,32 người/km².
Huyện Banyuwangi được chia thành các phó huyện (kecamatan): Bangorejo, Banyuwangi, Cluring, Gambiran, Genteng, Giri, Glagah, Glenmore, Kabat, Kalibaru, Kalipuro, Licin, Muncar, Pesanggaran, Purwoharjo, Rogojampi, Sempu, Siliragung, Singojuruh, Songgon, Srono, Tegaldlimo, Tegalsari, Wongsorejo.